# روبرت ألين (سياسي)
روبرت ألين (بالإنجليزية: Robert Allen)‏ هو محامي وسياسي أمريكي، ولد في 19 يونيو 1778 في مقاطعة أوغوستا في الولايات المتحدة، وتوفي في 19 أغسطس 1844. حزبياً، نشط في الحزب الديمقراطي. وقد انتخب عضو مجلس النواب الأمريكي.